# Neurigona tatumbia
Neurigona tatumbia är en tvåvingeart som beskrevs av Stefan Naglis 2003. Neurigona tatumbia ingår i släktet Neurigona och familjen styltflugor. Inga underarter finns listade i Catalogue of Life.